# Herminia subgriselda
Herminia subgriselda är en fjärilsart som beskrevs av Shigero Sugi 1959. Herminia subgriselda ingår i släktet Herminia och familjen nattflyn. Inga underarter finns listade i Catalogue of Life.